# Список заслуженных мастеров спорта СССР (фигурное катание на коньках)
Заслуженный мастер спорта СССР — почётное пожизненное спортивное звание в СССР.
| 1939 год |                                              |            |                         |           |             |  |
| 1        | Толмачёва (Гранаткина) Татьяна Александровна | ??.07.1939 |                         | Москва    | «Динамо»    |  |
| 1940 год |                                              |            |                         |           |             |  |
| 1        | Панин-Коломенкин Николай Александрович       | ??.10.1940 |                         | Ленинград |             |  |
| 1945 год |                                              |            |                         |           |             |  |
| 1        | Зельдович Юрий Самойлович                    | 10.10.1945 |                         | Москва    |             |  |
| 1947 год |                                              |            |                         |           |             |  |
| 1        | Васильев Сергей Павлович                     | ??.12.1947 | ??.??.???? — ??.??.???? | Москва    | «Динамо»    |  |
| 1962 год |                                              |            |                         |           |             |  |
| 1        | Белоусова Людмила Евгеньевна                 | ??.03.1962 |                         | Ленинград | «Локомотив» |  |
| 2        | Протопопов Олег Алексеевич                   | ??.03.1962 |                         | Ленинград | «Локомотив» |  |

## 1968
- Жук, Татьяна Алексеевна
- Горелик, Александр Юдаевич

## 1969
- Мишин, Алексей Николаевич
- Москвина, Тамара Николаевна
- Роднина, Ирина Константиновна
- Уланов, Алексей Николаевич

## 1970
- Горшков, Александр Георгиевич
- Пахомова, Людмила Алексеевна

## 1972
- Ондрей Непела

## 1973
- Зайцев, Александр Геннадьевич

## 1975
- Волков, Сергей Николаевич
- Миненков, Андрей Олегович
- Моисеева, Ирина Валентиновна

## 1976
- Ковалёв, Владимир Николаевич

## 1977
- Карпоносов, Геннадий Михайлович
- Линичук, Наталья Владимировна

## 1980
- Черкасова, Марина Евгеньевна
- Шахрай, Сергей Семёнович

## 1981
- Бобрин, Игорь Анатольевич
- Воробьёва, Ирина Николаевна
- Лисовский, Игорь Олегович

## 1982
- Леонович, Станислав Викторович
- Пестова, Марина Николаевна

## 1983
- Валова, Елена Александровна
- Васильев, Олег Кимович

## 1984
- Бестемьянова, Наталья Филимоновна
- Букин, Андрей Анатольевич

## 1985
- Фадеев, Александр Владимирович

## 1987
- Гордеева, Екатерина Александровна
- Гриньков, Сергей Михайлович

## 1988
- Климова, Марина Владимировна
- Пономаренко, Сергей Владиленович

## 1989
- Макаров, Олег Витальевич
- Селезнева, Лариса Юрьевна

## 1992
- Бечке, Елена Юрьевна
- Дмитриев, Артур Валерьевич
- Мишкутёнок, Наталья Евгеньевна
- Петренко, Виктор Васильевич
- Петров, Денис Алексеевич

## Год присвоения неизвестен
- Жулин, Александр Вячеславович
- Мешков, Валерий Иванович[7]
- Мозер (Смирнова), Светлана Владимировна 1933[8]
- Смирнова, Людмила Станиславовна
- Сурайкин, Андрей Александрович
- Толмачёв, Александр Фёдорович[9]
- Усова, Майя Валентиновна
- Чернышев, Петр Сергеевич
- Четверухин, Сергей Александрович